# José Mari
José María Romero Poyón (Sevilha, 10 de dezembro de 1978) é um ex-futebolista profissional espanhol que atuava como atacante, medalhista olímpico.

## Carreira
José Marí representou a Seleção Espanhola de Futebol, nas Olimpíadas de 2000, medalha de prata. 